# استار ایندیا
استار ایندیا (انگلیسی: Star India) شرکت رسانه‌ای هندی است، که در سال ۱۹۹۰ توسط شرکت استار تی‌وی تأسیس شد.